# Sybra uenoi
Sybra uenoi är en skalbaggsart som först beskrevs av Hayashi 1956.  Sybra uenoi ingår i släktet Sybra och familjen långhorningar. Inga underarter finns listade i Catalogue of Life.